# Бакергандж
Бакергандж (бенг. বাকেরগঞ্জ, англ. Bakerganj) — город и муниципалитет на юге Бангладеш, административный центр одноимённого подокруга.
Площадь города равна 14 км². По данным переписи 2001 года, в городе проживало 16 050 человек, из которых мужчины составляли 50 %, женщины — соответственно 50 %. Уровень грамотности населения составлял 55,4 % (при среднем по Бангладеш показателе 43,1 %).